# Noddy Reef
Noddy Reef är ett rev på Stora barriärrevet i Australien.   Det ligger utanför Kap Yorkhalvön i delstaten Queensland.